# 新布達 (拉多梅什利區)
50°40′20″N 28°58′48″E / 50.67222°N 28.98000°E
新布達（烏克蘭語：Нова Буда）是烏克蘭北部的村莊，隸屬日托米爾州的日托米爾區。該村面積1.08平方公里，海拔高度174米，2001年人口209，人口密度每平方公里194.24人。